# New Haven (Nowy Jork)
New Haven – miasto w Stanach Zjednoczonych, w stanie Nowy Jork, w hrabstwie Oswego.